# المنظر من صخرة القلعة
المنظر من صخرة القلعة هو كتاب يحتوي على قصص قصيرة للمؤلفة الكندية آليس مونرو، الحائزة على جائزة نوبل في الأدب لعام 2013 ، نشرته دار ماكليلاند وستيوارت الكندية عام 2006.

## نبذة عن المجموعة القصصية
يضم الكتاب مجموعة من القصص التاريخية والسير الذاتية. ويروي القسم الأول من الكتاب حياة أفراد عائلة ليدلاو إحدى العائلات التي تنتمي إلى شجرة عائلة المؤلفة نفسها بدءًا من أصولهم الاسكتلندية في القرن الثامن عشر، ويحتوي القسم الثاني من الكتاب على حكايات خيالية مستوحاة من أحداث حياتها الشخصية.
تروي اليس مو نرو كيف يكون الحال عندما تحلم بالهروب من سجن الاسرة لمطاردة الطموح ,عندما تحلم طوال حياتك بالسفر ثم تفقد الشغف ....غندما يكون الاب سجين خيبة الامل, عندما تقود وحشية الاب الى كراهية الابناء له ويصبح الموت السبيل للخلاص, عندما يقود الا حباط المراة لتخون قدرها كزوجة ,و عندما يضيع الرجل حب حياته بسبب افكار بلهاء ويكتشف حماقته في النهاية.
القصص المكونة للمجموعة
- الجزء الأول / لا مزايا
- "لا مزايا"
- "المنظر من صخرة القلعة"
- "إلينوي"
- "براري بلدة موريس"
- "العمل من أجل لقمة العيش"
- الجزء الثاني / الوطن
- "آباء"
- "الاستلقاء تحت شجرة التفاح"
- فتاة مستأجرة
- "التذكرة"
- "االمنزل"
- "لماذا تريد أن تعرف؟"
- الخاتمة
- "رسول"

## القصص

### أبرشية بلا مزيا
تروي القصة حياة أفراد عائلة ليدلاو الذين كانوا يعيشون في وادي اتريك في اسكتلندا في القرن الثامن عشر. يأتي عنوان القصة من وصف في القصص الإحصائية عن اسكتلندا الصادرة عام 1799 بأن هذه الأبرشية لا تمتلك أية مزايا.
كان ويل اوفاوب رجلًا أسطوريًا، وعداءًا ضخمًا ومُهرّبًأ وسِكّيرًا، وكانت له مواجهات مع الجنيات  والأشباح. في الوقت نفسه كتب ثوماس بوسطن هو الراهب الواعظ المحلي في الكنيسة الإسكتلندية وكان مهووسًا بالذنب الديني وكانت أفكاره تكاد ان تكون هرطقية (الهرطقي هو الشخص الذي يؤمن بالبدعة الدينية أو يمارسها أو يسمى الزنديق) و قد عاش حياة صعبة جدًا.
كان جيمس هوغ وجيميس ليدلاو أبناء عم. أصبح هوغ شاعرًا وصديقًا لوالتر سكوت، بينما كان ليدلاو رجلًا يحمل أفكارًا حديثة ولكن بعقلية تقليدية وكان مهووسًا بالذهاب إلى أمريكا حيث تمكن أخيرًا من أخذ عائلته أنما بعد أن تقدم في السن.

### المنظر من صخرة القلعة
تروي هذه القصة رحلة جيمس ليدلاو وعائتة إلى كندا. و يأتي العنوان من الحدث الآتي وهو عندما أخذ جيمس طفله أندرو البالغ من العمر عشر سنوات إلى قمة صخرة قلعة ادنبره؛ ليُرِيه سواحل أمريكا (منطقة فايف) .لدى جيمس ليدلاو (جيمس الكبير) ابنة واحدة اسمها ماري وخمسة أبناء هم روبرت وجيمس وأندرو وويليام ووالتر. انطلق روبرت وويليام إلى مرتفعات اسكتلندا قبل أن يتجولا، بينما تابع الآخرون الرحلة (على الرغم من مغادرة جيمس سابقًا).
تتألف عائلة أندرو من أغنيس زوجته الحامل وابنهم الرضيع (جيمس الصغير). أنجبت أغينس طفلة أثناء عبور المحيط أما ماري فمتعلقة جدًا بجيمس الصغير؛ حيث تعتني به وتصاب بالذعر إذا ما اختفى من حولها. لكن يتوفى جيمس الصغير بعد وصولهم اليابسة بفترة وجيزة. ويكتب والتر قصة الرحلة في مذكراته ويلتقي بفتاة غنية تعاني من مرض السّل،ويقترح والدها عليه أن يرافقهم ويحصل على وظيفة في مجال عمله ولكن والتر يرفض ذلك.

### إلينوي
ينتقل ويليام ليدلاو أيضًا إلى أمريكا، تحديدًا إلى بلدة جوليت في إلينوي. وهو الأكثر تطلعًا نحن المستقبل من أبناء جيمس الكبير. أراد أن يتحرر من أصله ويبدأ حياة جديدة بشكل كامل مع زوجته ماري. لكنه توفي بمرض الكوليرا وأخذ أندرو ليدلاو زوجته وأطفاله إلى كندا. يخطف جيمي الابن الأكبر سنًا أخته جين حديثة الولادة ويحاول أن يوجه التهمة نحو الجار ذي الأصول الهندية. و قد خطط لهذه المؤامرة لإبقاء العائلة في منزلهم ولكنها فشلت وثوماس الأصغر من أبناء ويليام هو الجد الكبير للمؤلفة آليس مونرو.

### العمل من أجل كسب العيش
تدور هذه القصة حول والد أليس مونرو، فعندما كان شابًا هرب من حياة والديه الفلّاحية وقضى وقته في الأدغال بالصيد ونصب الأفخاخ وقد دفعه هذا إلى اللجوء إلى تربية الحيوانات ذات الفراء عند بلوغه خاصة الثعالب الفضية وحيوان المنك. إنما بدأ العمل يسوء أثناء الحرب عندما كانت أليس فتاةً صغيرةً ولكن حافظت عليه الأم التي تمكنت من بيع فراءِ الحيوانات للسياح الأمريكيين. وفي نهاية المطاف كان عليهم أن يتخلّوا عن المشروع ووجد الأب وظيفة في السباكة.

### الآباء
تتذكر المؤلفة أيام المدرسة وخاصة العلاقة مع زميلتيها داليا نيوكومب وفرنسيس واينرايت. و تجري مقارنة شخصيات آبائهم مع والد أليس مونرو. كان والد داليا رجلًا عنيفًا يضرب أطفاله وزوجته على الدوام.أما السيد واينرايت فشخص لطيف انضم لجمعية جيش الخلاص البوتستانتية الخيرية، أما والد أليس فكان صارمًا ويستخدم العقاب البدني أحيانًا ولكن ليس بدافع الغضب أبدًأ ولا حتى دون سبب.

### الإستلقاء تحت شجرة التفاح
كانت ميريام ماكلبان جارة أليس مونرو مربية خيول وكما يبدو أنها أحبت الخيول أكثر من الناس. وذات يوم، دخلت أليس الشابة إلى أرض الجارة لتستلقي تحت أشجار التفاح المزدهر حتى تشبع خيالها الأدبي إنما يكتشف أمرها وتتُهِمم بالذهاب إلى هنالك مع صديقها. و فيما بعد تبدأ علاقتها الرومانسية الأولى مع راسل كريك فتى الإسطبل. وفي يوم ما أخذها إلى الحظيرة واذ بميريام تدخل الحظيرة وتغادرأليس في السّر على وجه السرعة لكن ميريام تسمع شيئًا وتفهم أن الإثنين لديهما علاقة حميمة.و بعد هذا تنقطع علاقتها براسل ولم تره مرةً أخرى.

### الفتاة المستأجرة
هذه قصة صيف أمضته فتاة كانت تعمل خادمة على جزيرة لعائلة غنية، وجميع الأشخاص الذين قابلتهم الفتاة من نسج خيالها الأدبي.

### التذكرة
قبل زفاف الراوية الأول أتيحت لها فرصة التفكير في زيجات النساء الأخريات في عائلتها.وقد بدا لها أن العمة تشارلي هي الوحيدة التي تزوجت بدافع الحب.ومن المفاجئ أن هذه العمة أعطت للراوية الكثير من المال ؛ لتخرج من زواجها إن لم يكن ناجحًا.

### المنزل
عند انتهاء زواج الراوية وعودتها لمنزلها كان عليها أن تأخذ والدها إلى المستشفى وكان والدها قد تزوج مرةً أخرى بعد وفاة والدتها. كانت الزوجة الجديدة  تسمى ايرلاما وهي امرأة نشيطة طالما ادّعت أنها المرأة المناسبة له.

### لماذا تريد أن تعرف؟
بعد زواج آليس مونرو للمرة الثانية في سن الستين كان لديها خوف من أن تكون مصابة بسرطان الثدي. في الوقت نفسه
حاولت هي وزوجها تتبع أصلَ قبوغيرعادي، وجداه في مقبرة قديمة واكتشفا أنه بني في الأصل لجسدِ طفلٍ صغير في القرن التاسع عشر، إنما بعد ذلك دفن أفراد آخرين من نفس العائلة هناك. و ثمة حقيقةً غريبة هي أن مكتبًا عليه إنجيل ومصباح تُرِكا داخل القبو. وفي نهاية المطاف يتضح لها أن خوفها من السرطان كان غير مؤكد.

### الرسول
في الوقت الحالي تسافر الراوية إلى جوليت في إلينوي حيث توفى سلفها ويليام ليدلاو وعثرت على مقبرة مجهولة ولكنها لم تجد له أي أثر.وينتهي الكتاب بذكريات قديمة جدًا لأفراد العائلة الأحياء في أحد المنازل التابعة لهم حيث كانت أليس وهي طفلة تضع صَدف اللؤلؤ الكبيرعلى أذنها وتسمع صوت البحر والحياة.

## الأسلوب
الخصائص الأسلوبية في مجموعات مونرو القصصية:
- التركيب غير الخطي قصصها لا تسير غالبًا في تسلسل زمني تقليدي، بل تقفز بين الأزمنة، وتكشف الأحداث تدريجيًا، مما يمنح القارئ إحساسًا بالاكتشاف المتأخر.
- الواقعية النفسية تغوص في أعماق النفس البشرية، وتُظهر التناقضات الداخلية للشخصيات، خاصة النساء، دون إصدار أحكام.
- اللغة البسيطة والعميقة تستخدم نثرًا واضحًا خاليًا من الزخرفة، لكنه مشحون بالدلالات والانفعالات، وكأن كل كلمة موضوعة بميزان دقيق.
- الاهتمام بالتفاصيل اليومية تبني عوالمها من تفاصيل الحياة العادية: وجبة عشاء، زيارة مفاجئة، رسالة قديمة... لكنها تُحوّل هذه التفاصيل إلى لحظات مصيرية.
- المنظور السردي المتعدد تميل لاستخدام الراوي العليم، لكنها أحيانًا تدمج بين السرد الذاتي وسرد الغائب، مما يخلق طبقات من المعنى.
- التحولات المفاجئة كثير من قصصها تنتهي بانكشاف صادم أو لحظة إدراك تغير كل شيء، دون أن يكون ذلك مصطنعًا أو دراميًا بشكل فج.
- أمثلة على هذا الأسلوب في قصة "مايلز سيتي، مونتانا"، تكشف الراوية فجأة أنها لم تعد تعرف شيئًا عن زوجها، رغم أن القصة تدور في زمن كانت لا تزال معه، مما يضفي على كل سطر لاحق طيفًا من الحزن والحنين.
- في "المنظر من صخرة القلعة"، تمزج بين السيرة الذاتية والخيال، وتُعيد بناء تاريخ عائلتها بأسلوب تأملي يربط الماضي بالحاضر.
- في "حب امرأة طيبة"، تبدأ القصة بجثة في نهر، لكنها تتحول تدريجيًا إلى تأمل في الذنب، والواجب، والحب غير المتكافئ.[2]
- الروابط الخارجية

## أقتباسات
"نحن نقول عن أشياء إنها لا يمكن أن تُغتفَر، أو إننا لن نسامح أنفسنا بسببها، ولكننا نفعلها؛ نفعلها طوال الوقت." — من قصة في مجموعة "حياتي العزيزة"
"عندما يخرج الرجل من الغرفة، يترك كل شيء وراءه، وعندما تخرج المرأة تحمل كل شيء معها." — من مجموعة "الهروب"
"عندما تفتش في الماضي وتطلق لخيالك العِنان، تفهم نفسك بوضوح … ترى نفسك في عيون الآخرين … تسمعهم يتحدثون بلسانك … تعيش المعاناة والأمل."
"في بعض الأحيان، لا نعرف أننا نعيش في قلب الحكاية إلا بعد أن نغادرها بسنوات، وننظر خلفنا فنرى الخيوط التي كانت تربطنا بكل شيء." من قصة المنظر من صخرة القلعة.
"لا تقلل من حجم الخِسّة الموجودة في نفوس الناس، حتى لو حاولوا أن يكونوا لطفاء، خاصة إذا حاولوا أن يكونوا لطفاء." — من ويكي الاقتباس1

"إذا تركت المرأة الحزن لدقيقة واحدة، فإنه سيعود ليضربها بقوة أكبر عندما يصطدم بها مرة أخرى." — من ويكي الاقتباس

## المرأة في المنظر من صخرة القلعة

### تمثيلات المرأة في المجموعة
- المرأة كحافظة للذاكرة في القسم الأول من المجموعة، الذي يستند إلى تاريخ عائلة مونرو الاسكتلندية، تظهر النساء كحاملات للهوية العائلية، وكمرايا تعكس التحولات الاجتماعية. فهنّ من يتذكرن، ويُروين، ويُحافظن على الحكاية.
- المرأة كضحية للقيود الاجتماعية في زمنٍ "كان فيه الرجل تذكرة عبور للمرأة إلى رحابٍ أوسع"، كما تقول مونرو، نجد نساءً حُرمن من التعليم، أو أُجبرن على زيجات لا يرغبن بها، أو عشن في ظلال رجالٍ محبطين. ومع ذلك، لا تُقدّم مونرو هؤلاء النساء كضحايا سلبيات، بل ككائنات واعية، تُدرك قسوة واقعها وتحاول تجاوزه.
- المرأة كراوية ومؤرخة ذاتية مونرو نفسها، في القسم الثاني من المجموعة، تتقمص دور الراوية التي تعيد بناء ماضيها الشخصي والعائلي. وهنا تصبح المرأة كاتبةً لتاريخها، لا مجرد موضوع فيه.
- المرأة ككائن متأمل، لا درامي لا تصرخ شخصيات مونرو النسائية، ولا تثور في العلن، بل تتأمل، وتُعيد التفكير، وتُغيّر مصيرها بهدوء. حتى الخيانة، أو الفقد، أو المرض، تُعاش في قصصها بعمق داخلي لا يخلو من كرامة.[3]

### أمثلة من المجموعة
أغنيس، زوجة أندرو، التي تلد طفلتها أثناء عبور المحيط، تمثل المرأة التي تُنجب وسط العبور واللايقين، وتُجسّد فكرة الولادة كفعل مقاومة.
ماري، التي تتعلّق بجيمس الصغير، تمثل الأمومة كعاطفة جارفة، لكنها أيضًا كعبء نفسي حين تفقد الطفل لاحقًا.
الراوية نفسها، في القسم الأخير، تُعيد النظر في علاقتها بأمها، وتُفكك مشاعر الذنب والخذلان، وتُظهر هشاشة العلاقة بين الأم والابنة.
المرأة في "المنظر من صخرة القلعة" ليست رمزًا واحدًا، بل طيفٌ من التجارب: من الجدة الصامتة، إلى الأم المنهكة، إلى الفتاة الحالمة، إلى الكاتبة التي تنظر إلى الوراء بعينٍ ناقدة. مونرو تمنح كل واحدة منهن صوتًا، لا ليصرخ، بل ليُسمَع.